# Alfonso de Galarreta
Alfonso de Galarreta Genua, né le 14 janvier 1957 à Torrelavega en Espagne, est un prélat catholique traditionaliste argentin. Il a encouru l'excommunication latæ sententiæ à la suite de sa consécration faite sans mandat pontifical par Marcel Lefebvre en 1988. Il est l'un des quatre évêques de la Fraternité sacerdotale Saint-Pie-X (FSSPX). Depuis juillet 2018, il est le premier assistant du supérieur de la fraternité, l'abbé Davide Pagliarani.

## Biographie

### Jeunesse et formation
Né en Espagne, émigré en Argentine, il entre au séminaire de La Plata en 1975, dirigé par l'archevêque Antonio José Plaza, puis rejoint le séminaire d’Écône en 1978. Il est ordonné prêtre par Marcel Lefebvre en août 1980 à Buenos Aires, puis est nommé professeur au séminaire de La Reja (es) en Argentine (le deuxième créé par la Fraternité), puis devient de 1985 à 1988 supérieur du district d’Amérique du Sud.

### Le sacre et l'excommunication
Après son sacre le 30 juin 1988 par Marcel Lefebvre, sans la permission expresse du pape, le cardinal Bernardin Gantin, préfet de la Congrégation pour les évêques, décrète le 1er juillet 1988 excommuniés Marcel Lefebvre, Antônio de Castro Mayer, l'évêque co-consécrateur, et les quatre nouveaux évêques dont Alfonso de Galarreta. Ce décret n'est levé qu'en 2009.

### Ministère
Alfonso de Galarreta est le recteur du séminaire de La Reja de 1988 à 1994. En 1991, il participe, comme co-consécrateur, à la consécration épiscopale de Licinio Rangel, de l'Union Saint-Jean-Marie-Vianney, pour lui permettre de succéder à Castro-Mayer. En 1994, il devient Supérieur de la maison autonome d'Espagne et du Portugal, charge qu'il occupe jusqu'en 2002, date à laquelle il est nommé second assistant du Supérieur général de la FSSPX (jusqu'au chapitre général de la Fraternité en 2006).
En 2009, il reprend la direction du séminaire de La Reja après l’expulsion de Richard Williamson d’Argentine, et devient responsable de la commission de préparation aux discussions avec le Vatican, puis chef de la délégation de discussion elle-même.
En décembre 2011, Galarreta est libéré de sa charge de supérieur du séminaire de La Reja. La Vie mentionne de vives tensions au sein de la FSSPX à la suite des négociations avec le Vatican,.
Le 12 juillet 2018, il est élu premier assistant du nouveau supérieur général, l'abbé Davide Pagliarani, élu le même jour lors du 4e Chapitre général de la Fraternité Saint-Pie-X.
Le 18 octobre 2024 il célèbre la messe de funérailles de Bernard Tissier de Mallerais, premier des évêques de la fraternité à décéder, en présence de Bernard Fellay et d'une grande partie des autorités de la fraternité.

### Levée de l'excommunication
Par décret de la Congrégation pour les évêques du 21 janvier 2009 signé par le cardinal Giovanni Battista Re, préfet de la Congrégation, l'excommunication qui frappait les quatre évêques consacrés par Marcel Lefebvre, Alfonso de Galarreta, Bernard Fellay, Bernard Tissier de Mallerais et Richard Williamson, est levée.
Cependant, le décret ajoute : « On espère que ce pas sera suivi de la réalisation rapide de la pleine communion avec l'Église, de toute la Fraternité de Saint-Pie-X », signifiant que la Fraternité sacerdotale Saint-Pie-X n'est toujours pas considérée, par le Vatican, comme en pleine communion avec l'Église de Rome.